# Home (film 2016 Lin)
Home è un film del 2016 diretto da Frank Lin.
Pellicola drammatica horror americano statunitense con protagonisti Heather Langenkamp e Samantha Mumba. È uscito il 1⁰ marzo 2016.

## Trama
Una giovane donna religiosa Carrie ha difficoltà  ad affrontare la situazione in cui sua madre decide di dichiararsi lesbica e sposare una donna atea. 
Dopo che i suoi genitori sono partiti per un viaggio d'affari, scopre che la loro casa è infestata dal male e deve salvare se stessa e la sua piccola sorellastra Tia.

## Distribuzione
Home è stato pubblicato come VOD e DVD nella regione 1 da Inception Group Media il 1⁰ marzo 2016.